# ANNA (ANNAのアルバム)
『ANNA』は、ANNA1枚目となるオリジナル・アルバム。1997年3月21日、アイノックス・レコードから発売された。

## 解説
角松敏生の新人ボーカリスト発掘プロジェクト、VOCALANDでの活動を経て発売された1stアルバム。角松が全曲の作曲・編曲を手掛ける。
「もどり道」は角松もセルフカバー・アルバム『the gentle sex』に収録しており、自身の20周年記念ライブを東京ビッグサイトで2001年8月に開催した際、ゲストに招いたANNAと二人で歌唱した。

### 復刻版としての再リリース
リリースから四半世紀を経て、既に廃盤・稀少品となっている。その為、ネットオークション・ECサイト・中古市場などでは高値で取引されている。また音楽配信ですら行われていなかったが、2023年10月18日に販売元のポニーキャニオンより高品質UHQCD規格の上で、復刻版（品番：PCCA-50318）として再リリース。それらに伴い、ポニーキャニオン（旧・アイノクスレコード）在籍時代の全楽曲の音楽配信も同日より開始された。
復刻版リリース理由について公式サイトはこう述べてる。
| 「                              | 近年のシティポップブームの中、角松敏生プロデュースの重要作品として国内外のシティポップリスナーによって掘り起こされ、再び注目を集めるようになることから今回のリリースに至った。 | 」 |
| —ポニーキャニオン公式サイトより | |    |

これについてANNAは、
| 「    | 14歳でこの世界を選び、今やラジオ歴の方が長くなり、当時を知らない世代の方たちにも時を経て楽曲を世界中に届けられる事に大変感謝しております。 | 」 |
| —ANNA | |    |

と述べている。

## 収録曲
| #         | タイトル                                | 作詞      | 作曲      | 編曲             | 時間  |
| --------- | --------------------------------------- | --------- | --------- | ---------------- | ----- |
| 1.        | 「Colors (Album Version)」(2ndシングル) | 井上秋緒  | 角松敏生  | 角松敏生         | 5:36  |
| 2.        | 「YOU & ME」                            | 角松敏生  | 角松敏生  | 角松敏生・山田洋 | 4:44  |
| 3.        | 「A Glass Of Twenties」                 | 角松敏生  | 角松敏生  | 角松敏生         | 4:49  |
| 4.        | 「Lookin' for my love」                 | 角松敏生  | 角松敏生  | 角松敏生         | 4:56  |
| 5.        | 「Real Motion」                         | 井上秋緒  | 角松敏生  | 角松敏生         | 3:37  |
| 6.        | 「会いたくて会えなくて」(3rdシングル)   | ANNA      | 角松敏生  | 角松敏生         | 4:55  |
| 7.        | 「LAST DANCING」(4thシングル)           | 門屋祐美  | 角松敏生  | 角松敏生         | 4:47  |
| 8.        | 「THE MAGIC ISLAND」                    | 門屋祐美  | 角松敏生  | 角松敏生         | 5:09  |
| 9.        | 「もどり道」                            | 角松敏生  | 角松敏生  | 角松敏生         | 4:54  |
| 10.       | 「Wake Up!」                            | Kenn Kato | 角松敏生  | 角松敏生         | 4:49  |
| 11.       | 「I feel」                              | 三浦徳子  | 角松敏生  | 角松敏生         | 4:36  |
| 合計時間: | 合計時間:                               | 合計時間: | 合計時間: | 合計時間:        | 52:52 |

## タイアップ
- ユニマットオフィスコCFソング (#1)
- 本田技研工業 オートバイ「SL230」コマーシャルソング (#2)
- スリムビューティハウス コマーシャルソング (#7)